# ショク川

ショク川の源流周辺。

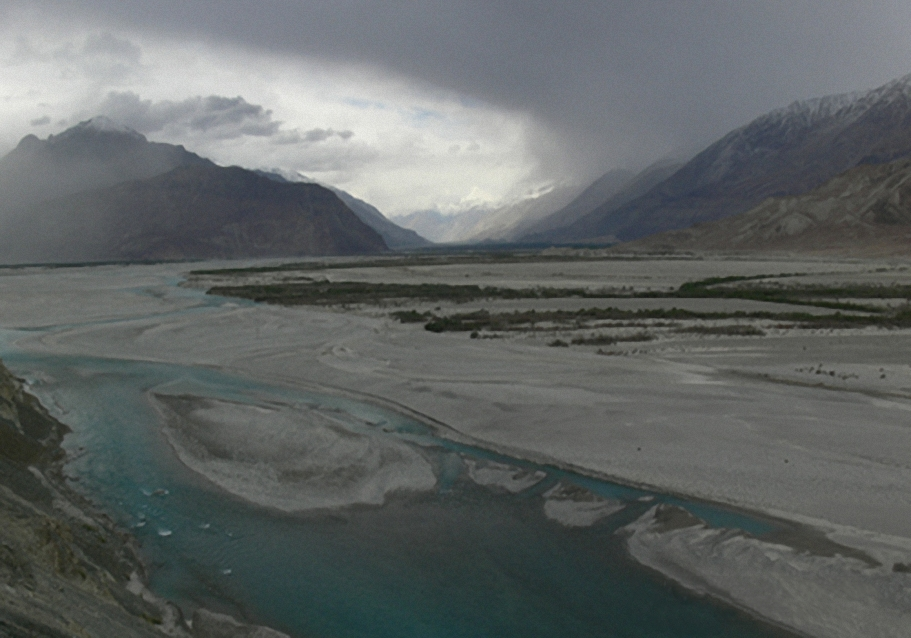
ショク川と河谷。

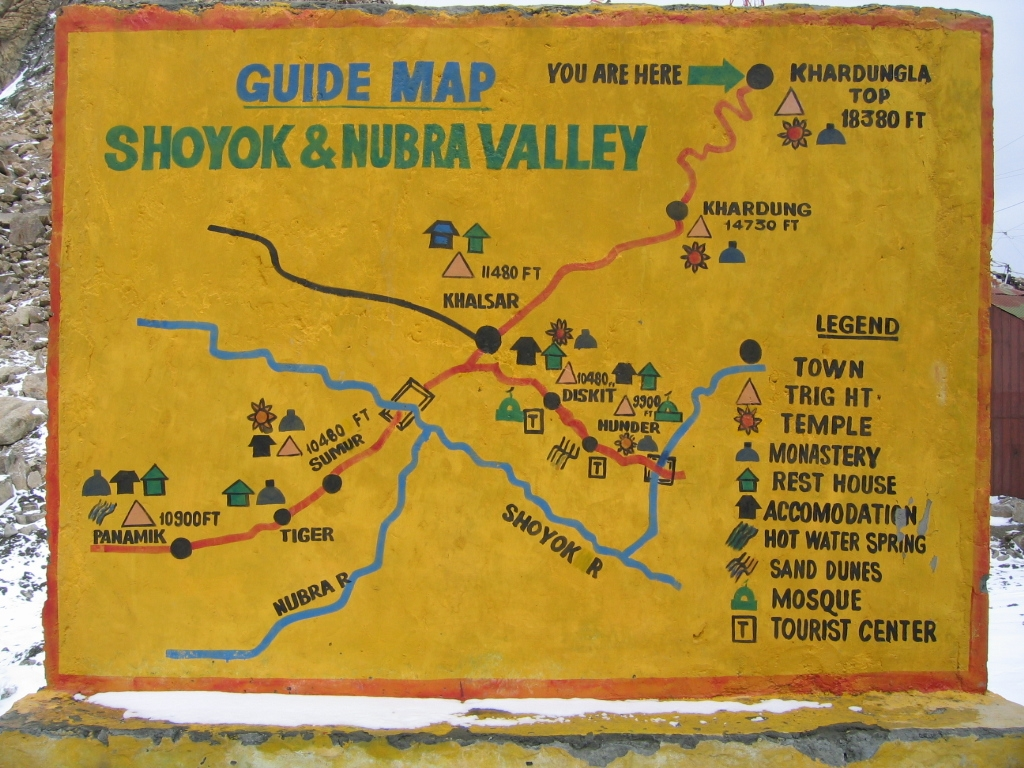
「SHOYOK」と表示されている地図の例。

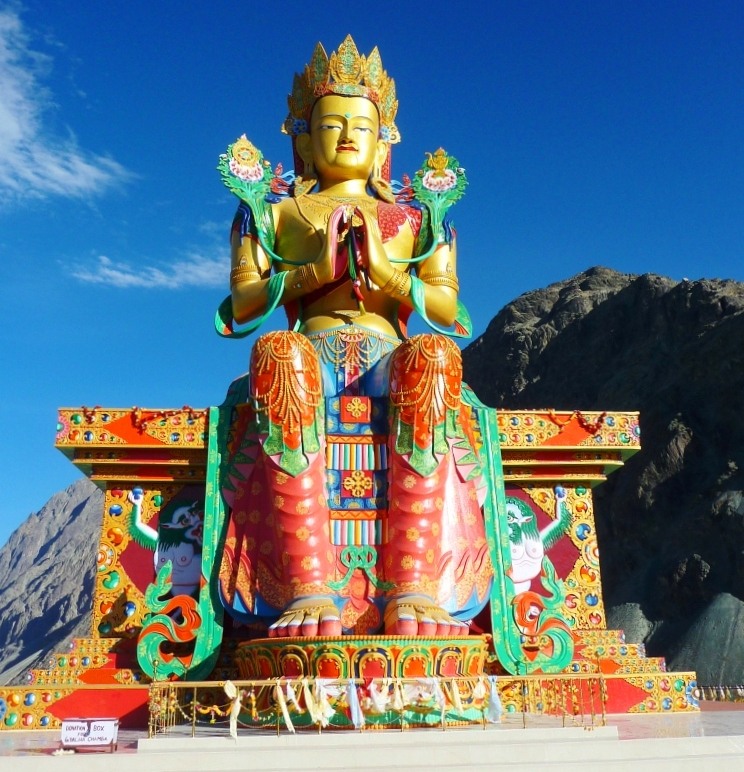
パキスタン側に向かってショク川を見下ろす、高さ35メートルの弥勒菩薩像。

ショク川（ショクがわ、Shyok River、ウルドゥー語: دریائے شیوک）は、インドのラダック北部や、パキスタンのギルギット・バルティスタン州ガンチェ県を貫流する、全長およそ550 km (340 mi)の河川。この川の名の、ウイグル語ヤルカンド方言における文字通りの意味は「死の川」である。
この川の名称のローマ字表記には揺れがあり、「Shoyok」とされることもある。日本語では、シュヨク川、ショック川、シヨック川などの表記が用いられることもある。

## 概要
ショク川はインダス川の支流のひとつであり、シアチェン氷河の一部を成すリモ氷河に発している。ヌブラ川と合流してからは、川幅が広くなる。ショク川の流れる経路は極めて珍しいもので、リモ氷河に発した流れは最初南東に向かうが、パンゴン山脈にぶつかると北西に向きを変えて、それまでの上流部の流れと並行するように逆向きに流れている。広い河谷を流れて来たシャク川は、チャルンカを過ぎると狭い峡谷に入り、トゥルトゥクを貫流し、ティアクシ (Tyakshi) を通って、パキスタン側に入る。シャク川は、スカルドゥの町の東にあるケリス (Keris) で、インダス川に注ぐ。
シアチェン氷河に発するヌブラ川は、ショク川と似た流れ方をする。ティルキット (Tirkit) までは南東に向かって流れるヌブラ川は、ショク川に近づくと北西に向きを変える。これら二つの重要な河川の経路が似ているということは、おそらくこの近辺で北西-南東方向に何本もの一連の古い断層が走っており、上流部の流れを限られた範囲に封じているものと思われる。インダス川とショク川は、分厚い第四紀の堆積層をもっており、地質学研究者にとっては貴重な研究材料の宝庫となっている。

## ショク河谷

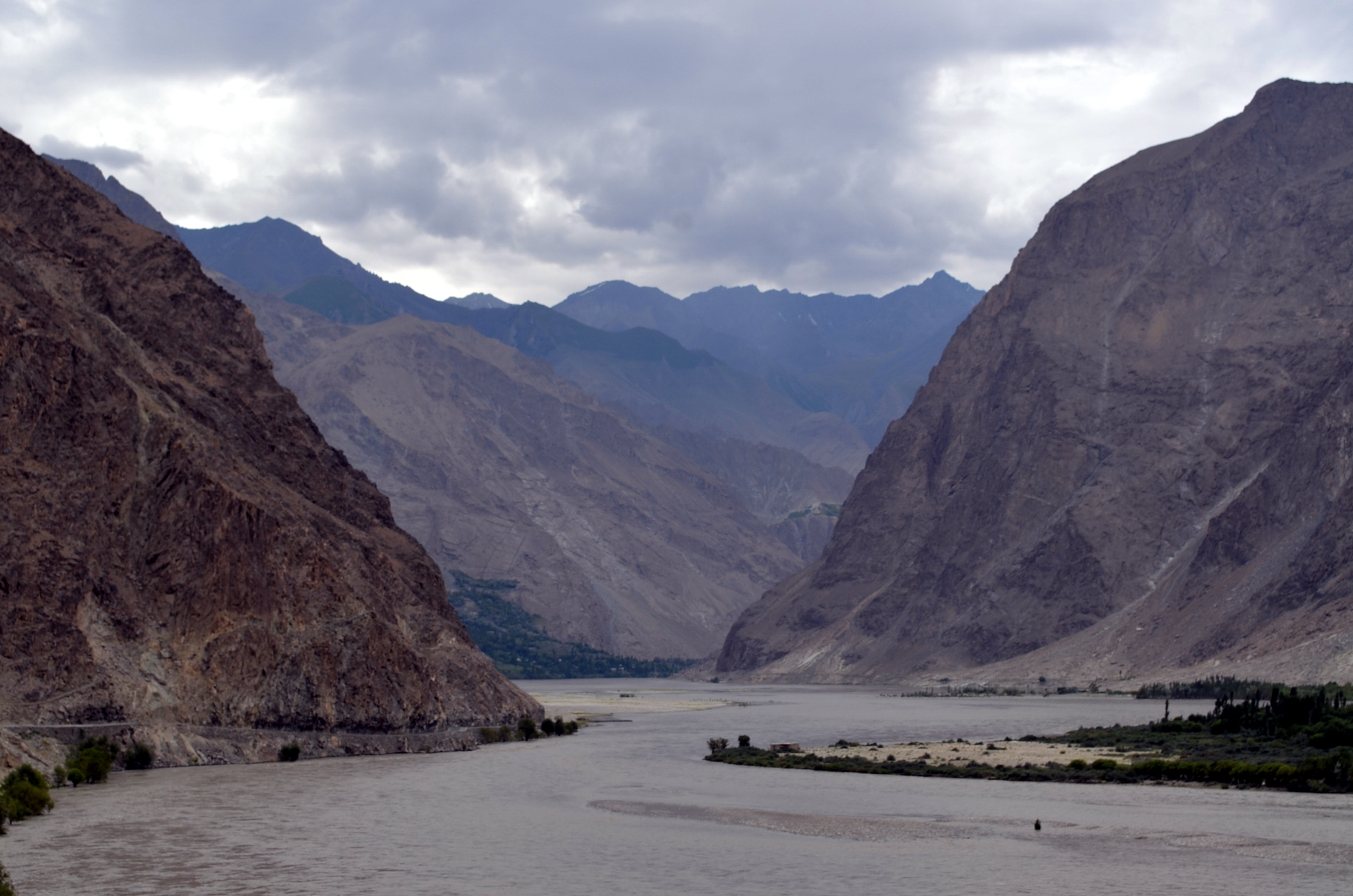
湾曲部を挟んで奥に見えるインド側の村カルファクと、手前のパキスタン側の村ユゴ。いずれもショク川左岸にある。この写真は西側から東向きに撮影している。

ショク河谷 (the Shyok Valley) は、ラダックに位置するショク川の河谷である。この河谷は、ヌブラ河谷にも近い。
レー北方に位置するラダック山脈を越える峠であるカルドゥン・ラは、ショク河谷やヌブラ河谷への入口にあたる。ヌブラ河谷を遡っていくと、やがてシアチェン氷河に達する。